# Makisté
Makisté (anglicky Maquis) je fiktivní polovojenská/teroristická organizace ve 24. století ve sci-fi univerzu Star Trek. Poprvé byla představena v roce 1994 v epizodě seriálu Star Trek: Stanice Deep Space Nine Makisté a následně i v seriálech Star Trek: Nová generace a Star Trek: Vesmírná loď Voyager.

## Koncept
Koncept Makistů byl tvůrci seriálu Star Trek: Stanice Deep Space Nine záměrně vytvořen tak, aby mohl sehrát svou roli v nadcházejícím seriálu Star Trek: Vesmírná loď Voyager, jehož zahájení bylo plánováno na rok 1995. Jak Jeri Taylorová poznamenala: "věděli jsme, že budeme do Voyageru potřebovat prvek odpadlíků, kteří byli součástí Hvězdné flotily, ale nyní se stali idealistickými bojovníky za svobodu a pro Federaci jsou to psanci." Proto tvůrci Star Treku rozhodli vytvořit pozadí pro Makisty v několika epizodách DS9 a Nové generaci, a pojmenovali je podle francouzské partyzánské skupiny z Druhé světové války. Opakovaně se objevující postavy Michael Eddington (hrál ho Kenneth Marshall) v DS9 a Ro Larenová (Michelle Forbes) v Nové generaci se stali nebo byli členy Makistů. Voyager měl tyto členy hned tři: Chakotaye (Robert Beltran), Sesku (Martha Hackettová) a B'Elannu Torresovou (Roxann Dawsonová), stejně jako Toma Parise (Robert Duncan McNeill), který byl zajat a uvězněn pro vstup do řad Makistů.

## Pozadí fikce
Podle fiktivní dějové linky startrekového vesmíru vznikli Makisté ve 24. století poté, co byla podepsána mírová smlouva mezi Spojenou federací planet a Cardassijskou unií. Ta znovu vyznačila tzv. Demilitarizovanou zónu mezi oběma mocnostmi, což vyústilo v postoupení několika federačních kolonií Cardassianům. Ačkoli bylo všem kolonistům nabídnuto přestěhování na jiné území Federace zdarma, někteří zůstali, čímž se stali občany Cardassijské unie. Někteří z těchto kolonistů následně založili Makisty, aby se ochránili před cardassijskou agresí, když se jim nedostalo žádné oficiální podporu ze strany Federace, která se obávala porušení mírovou smlouvu s Cardassiany, což by vedlo k válce.
Nicméně různí členové Federace se rozhodli podpořit věc Makistů a nezákonně jim pomoci v dodávkách zbraní a dalších technologií, které by mohli využít ve svém boji. V několika případech Federace skutečně zasáhla do války mezi Makisty a Cardassiany, a pomohla k uzavření příměří. V jednom případě federační lodí USS Voyager pronásledovala loď Makistů do oblasti Badlands s úmyslem ji dopadnout, nicméně obě plavidla byla přenesena cizí formou života do Delta kvadrantu na opačnou stranu Galaxie. Obě posádky byly nuceny spojit své síly proti cizím hrozbám a snažit se o společný návrat domů. V následujících letech, kdy Cardassijská unie spojila své síly s Dominionem, aby bojovala proti Federaci, Dominion pomáhal cardassijské armádě v boji proti Makistům.